# Eugênio Barbosa Martins
Eugênio Barbosa Martins, S.S.S. (Araguari, 5 de setembro de 1960) é um prelado da Igreja Católica afiliado à Congregação do Santíssimo Sacramento, bispo da Diocese de São João da Boa Vista.

## Biografia
Nasceu em Araguari, no Triângulo Mineiro, filho de Beatriz Barbosa Martins e Manuel Martins de Sousa. Possui três irmãs, duas mais velhas e uma mais nova.
Após concluir os estudos preparatórios em sua cidade natal, iniciou o curso superior de Filosofia na Faculdade do Mosteiro de São Bento, em São Paulo. Em 1983, ingressou no noviciado da Congregação do Santíssimo Sacramento em Belo Horizonte, proferindo seus primeiros votos em 25 de janeiro do ano seguinte. Logo após, iniciou o curso de Teologia no Instituto Teológico de São Paulo (ITESP). Fez a formação pastoral na Paróquia São Pedro Apóstolo em Taboão, bairro de São Bernardo do Campo.
Em 15 de fevereiro de 1987, emitiu seus votos perpétuos na Congregação do Santíssimo Sacramento no Escolasticado S.S.S. de Diadema e, em 3 de maio, foi ordenado diácono por Dom Frei Cláudio Hummes, O.F.M., em Taboão. O mesmo prelado conferiu-lhe a ordenação presbiteral em 25 de janeiro de 1988, no Santuário de Nossa Senhora da Abadia, em Uberaba.
Já exerceu diversos cargos. Foi formador do pré-noviciado, mestre de noviços, conselheiro provincial para a formação, superior provincial por dois mandatos, presidente da Conferência dos Religiosos do Brasil (CRB), do núcleo de Minas Gerais. Foi também presidente da Conferência Latino-americana dos Sacramentinos (CLAS) e, por último, ecônomo provincial, além de ter sido pároco em Uberaba e em Belo Horizonte. Ele estava residindo desde 2003 em Belo Horizonte, onde fica a sede da Congregação no Brasil.
Foi eleito Superior Geral da Congregação do Santíssimo Sacramento durante o 34º Capítulo Geral da mesma, realizado em 16 de maio de 2011, em Roma. Foi a primeira vez que um brasileiro assumiu a função. Foi reconduzido ao cargo após o fim de seu mandato, em 2017. Ficou como superior geral até o 36º Capítulo Geral da mesma, quando foi eleito o seu sucessor Philip Benzy Romician.
O Papa Francisco o nomeou como bispo de São João da Boa Vista em 4 de janeiro de 2024. A sua ordenação episcopal foi realizada em 7 de abril de 2024, no Centro de Integração Comunitária de São João da Boa Vista, tendo como celebrante principal o arcebispo de Ribeirão Preto, Dom Moacir Silva, coadjuvado por Dom Hernaldo Pinto Farias, S.S.S., Bispo de Bonfim e Dom Jorge Alves Bezerra, S.S.S., Bispo de Paracatu.